# Giclée
Giclée, Giclée fine art, Fine art printing, är en konstnärlig grafisk teknik i form av bläckstråleutskrift.

## Historia
Metoden föddes i Frankrike och USA med en blandning av den gamla traditionella inkjet-metoden och den senaste digitaltekniken och den används för framställning av grafisk konst i begränsade serier. Giclée-metoden möjliggör för konstnärer att erbjuda sina konstverk i små upplagor, med hög tryckkvalitet. Många använder numera datorn som ett verktyg för att göra konstnärliga bilder. Den senaste tekniska utvecklingen av skrivare gör det möjligt för en konstnär att använda datorn och skrivaren som en kombinerad enhet för direkt bildproduktion. Genom Gicléemetoden är det också möjligt att framställa upplagor utifrån original. Kvalitén på dessa bilder beror på hur och i vilken omfattning bilderna bearbetats och vilken metod som har använts vid digitaliseringen av dessa. När trycket kan anses övergå från att vara en reproduktion till ett grafiskt verk beror till stor del på hur och i vilken omfattning konstnären har varit inblandad i processen med att ta fram ett Gicleetryck.
Giclée har allmänt blivit en synonym för högkvalitativ bläckstråleutskrift, men är bara en beteckning på själva utskriftsmetoden. Skrivarens egenskaper och färgpigment, tillsammans med papperskvalitet avgör om trycket kan anses vara godkänt för signering enligt Giclée fine art principen. Precis som vid traditionella grafiska tekniker som litografi, serigrafi, koppargrafik med mera, är det till slut konstnären som avgör om trycket skall godkännas. Giclée fine art kan anses vara den moderna formen av konstnärlig tryckteknik.
Termen skapades ursprungligen för att beteckna utskrifter gjorda av en skrivare tillverkad av den israelisk-amerikanska företaget Scitex. Skrivaren hette Iris och togs först fram för att användas för att göra digitala förprovtryck inför en offsettryckning. Graham Nash, mer känd medlem i grupperna The Hollies och Crosby, Stills, Nash and Young, köpte och byggde om en sådan skrivare runt 1990. Till en början användes färger som inte var ljusäkta, men snart hade flera bläcktillverkare tagit fram mer beständiga bläck. För att särskilja vanliga Iris-utskrifter från dessa mera beständiga, skapades termen giclée.